# Naoki Ishikawa
Naoki Ishikawa (Chiba, 13 september 1985) is een voormalig Japans voetballer.

## Clubcarrière
Ishikawa speelde tussen 2004 en 2010 voor Kashiwa Reysol en Consadole Sapporo. Hij tekende in 2011 bij Albirex Niigata.